# أندريه ماسون
أندريه ماسون (بالفرنسية: André Masson) (و. 1896 – 1987 م) هو رسام، ونقاش فرنسي، شارك في Documenta 1 ‏، وII. documenta ‏، ومعرض دوكومنتا الثالث ‏، توفي في باريس، عن عمر يناهز 91 عاماً.

## التعليم
تعلم في المدرسة الوطنية للفنون الجميلة.

## وصلات خارجية
- أندريه ماسون على موقع IMDb (الإنجليزية)
- أندريه ماسون على موقع الموسوعة البريطانية (الإنجليزية)
- أندريه ماسون على موقع مونزينجر (الألمانية)
- أندريه ماسون على موقع ديسكوغز (الإنجليزية)
- أندريه ماسون على موقع قاعدة بيانات الفيلم (الإنجليزية)

- أندريه ماسون في قاعدة بيانات الأفلام على الإنترنت